# Михайловское (бывший населённый пункт, Москва)
Миха́йловское — бывшая деревня (по другим данным село), частично вошедшая в состав Москвы в 1984 году. Находилась на левом берегу реки Битца, протянувшись вдоль Варшавского шоссе (существующего с середины XIX века), по обе его стороны, непосредственно к югу от его пересечения с МКАД. В настоящее время территория деревни поделена между районами Чертаново Южное и Северное Бутово города Москвы и Ленинским городским округом Московской области. Большую часть территории бывшей деревни занимает автотранспортная развязка на пересечении Варшавского, Симферопольского шоссе и МКАД.
По мнению географа Е. М. Поспелова, название связано с наличием в прошлом церкви, освящённой во имя архангела Михаила или святого с тем же именем.
Сеть поселений на реке Битце сформировалась к XVIII веку. Впервые значится на карте 1763 года как Михайловское. Обозначено село (селение с церковью), на правом берегу реки Битцы.
В XIX веке село Михайловское принадлежало М. Е. Полуехтовой, жене Д. Б. Полуехтова. Имелась Троицкая церковь. В этом селе и в соседней деревне Берёзкино проживало 86 человек — Полуехтовы объединили два своих землевладения. В XIX века в деревне Михайловском значилось 4 двора. В 1845—1846 годах было проложено Варшавское (Симферопольское) шоссе, после чего по его сторонам возникли новые постоялые дворы, трактиры, лавки, кузницы, обслуживающие проезжающих. К востоку от Михайловского была проложена Московско-Курская железная дорога, открытая в 1866 году. В 1869 году на ней была устроена полустанция Бутово, вокруг которой возникла дачная местность Бутово, включавшая примерно из 30 дач, образовавших небольшие посёлки, включая посёлок Михайловский. Одновременно происходил рост населения в самом Михайловском.
Упоминается в справочнике-путеводителе «Дачи и окрестности Москвы» (Москва, 1935) в форме Михайловская:
Платформа Битца, 26-й км. Вблизи станции: дер. Аннино, с. Качалово, дер. Михайловская, дер. Вырбово, пос. Дубровка… Ближайшая к платформе деревня Михайловская, вся в садах, на причудливых берегах р. Битцы. Комнаты от 70 руб. в сезон.
На улице Грина (Северное Бутово) установлен обелиск в память погибших в Великой Отечественной войне жителей деревни Михайловское и поселка ВИЛР. Во дворе храма Параскевы Пятницы в Качалове (Северное Бутово) установлен памятник погибшим в Великой Отечественной войне жителям села Качалово, деревень Битца, Михайловской, посёлка ВИЛР, представляющий собой стеллу из чёрного мрамора с выгравированным на ней орденом Отечественной войны.